# یوسف عدل
یوسف عدل (درگذشته دی ۱۳۱۰ خورشیدی) ملقب مکرم‌الملک یا قائم‌مقام نماینده تبریز در دوره‌های پنجم تا هشتم مجلس شورای ملی بود.
پدرش سید حسن عدل‌الملک از بزرگان آذربایجان بود که فرزندانش را برای تحصیل به اروپا فرستاد. یوسف پس از بازگشت به ایران رئیس نظمیه تبریز شد که همزمان شد با جنگ جهانی اول و ورود قشون عثمانی به شهر. او بر اثر خصومت شخصی از ترکها می خواهد چند نفر، از جمله شیخ محمد خیابانی را از تبریز اخراج کنند. ترکها هم این چند نفر را به قارص تبعید می کنند اما بر اثر کوششهای آزادیخواهان تبریز به انگیزه او پی برده، آزادشان می کنند.  مکرم‌الملک سپس رئیس بلدیه تبریز شد و هنگامی که مخبرالسلطنه را برای سومین بار به حکومت آذربایجان گماشتند، مکرم‌الملک معاون او بود. این دوره هم‌زمان بود با پایان حضور قوای دولت عثمانی و نبردهایش با ارتش روسیه تزاری در خلال جنگ جهانی نخست و همچنین کوشش‌های شیخ محمد خیابانی و نیز غائله اسماعیل سیمیتقو. مکرم‌الملک برادر اسماعیل سیمیتقو را ترور کرد و همین زمینه را برای شورش اسماعیل فراهم آورد.  مکرم‌الملک حدود یک سال نایب‌الایاله (حکمران) آذربایجان شد که لقب قائم‌مقام را هم در همان دوره دریافت کرد.  سپس حاکم استرآباد (گرگان) و کردستان شد که در هر دو جا اتهام فساد مالی درباره اش مطرح بود. 
قائم‌مقام در انتخابات دوره پنجم مجلس شورای ملی در سال ۱۳۰۲ به نمایندگی تبریز انتخاب شد. در ورود به مجلس به سبب سابقه عملکردش در آذربایجان و استرآباد و کردستان به اعتبارنامه‌اش اعتراض شد و اینکه چگونه باید برای اعتبارنامه‌اش رأی گرفته شود، محور بحث و جنجال شد. سرانجام اعتبارنامه‌اش با ۵۸ رأی موافق در برابر ۴۶ رأی مخالف به تصویب رسید.  قائم‌مقام در صف هواخواهان سردار سپه در مجلس پنجم بود و به انقراض دودمان قاجار رأی داد. در زمان سلطنت رضاشاه نیز کرسی خود را در دوره‌های ششم، هفتم و هشتم مجلس حفظ کرد. در دوره هشتم به علت بیماری از تابستان ۱۳۱۰ در مجلس حضور نیافت و سرانجام در دی آن سال درگذشت.  
عدل فرزندانش را برای تحصیل به فرانسه فرستاد. یحیی عدل و غلامرضا عدل از فرزندان او هستند. همچنین دخترانش  شمسی‌فر (۱۲۸۹–۱۳۸۴) به ازدواج محمدولی فرمانفرمائیان و بانوعظمی (۱۳۰۰–۱۴۰۲) به ازدواج حبیب نفیسی  درآمدند. از بانو عظمی عدل به عنوان نخستین مدیرکل زن در تاریخ اداری ایران یاد می‌شود.